# Réseau interministériel de l’État
Le Réseau Interministériel de l’État (RIE) est le réseau informatique étendu raccordant des services de l’État français sur le territoire national.

## Historique
Avant la mise en place du RIE, une trentaine de réseaux ministériels coexistent avec le réseau intranet AdER créé en 2000. Ce dernier est interconnecté au niveau européen avec le réseau Testa. Le RIE vise à mutualiser les coûts de maintenance de ces différents réseaux, et à faciliter les échanges d'informations entre services, comme entre la police, la gendarmerie et les magistrats.
Décidé en 2011 lors de la dématérialisation voulue par le gouvernement Fillon, le RIE est entré en production en 2013. La Cour des comptes indique que ce projet à 60 millions d’euros a été « mené à bien dans un calendrier serré ». La direction interministérielle des systèmes d’information et de communication de l’État (DISIC), devenue Direction interministérielle du numérique, est créé en parallèle.
L'inauguration officielle est effectuée le 27 janvier 2015 par Thierry Mandon, secrétaire d’État à la modernisation de l’État du gouvernement Valls, et par Jacques Marzin, directeur de la DISIC. Le réseau relie alors 5 000 sites. L'objectif du RIE a initialement été de préserver la souveraineté de l’État en mutualisant les ressources des ministères, et de fonctionner en cas de panne du réseau Internet public.
La Cour des comptes, dans un rapport de juillet 2024, estime observer une trop grande dépendance à des prestataires au regard de sa criticité de ce réseau dans le fonctionnement de l’État. Il souffre d'une pénurie de profils experts, la résilience opérationnelle est insuffisante, et la durée de gestion des incidents est critiquée.
La mise en place du « RIE 2.0 », terminée la même année, permet d'augmenter les débit, moderniser les équipements et permettre d'automatiser certaines actions de configuration.

## Utilisation
Le RIE connecte 1 million d’agents et 14 000 sites de l’État, incluant notamment des phares maritimes ou des brigades territoriales de gendarmerie. L’Éducation nationale et l'Enseignement Supérieur sont les ministères qui s'y connectent le moins.

## Fonctionnement
Une partie du réseau est propriété de l’État, l’autre partie est confiée à des opérateurs publics de télécommunications. Renater a fourni la première fibre optique noire du backbone, suivi d'opérateurs commerciaux tels que Teralpha (filiale de SNCF Réseau), Orange Business, SFR Business, Bouygues Entreprises, Canal+ Telecom et Free Pro. Le réseau est connecté à quatre centres de données principaux et a treize points de présence dans sept ministères différents. La connexion des DOM-COM s'effectue par le chiffrement des communications transitant par câbles optiques.
Le cœur de réseau a un débit de 100 Gbit/s en 2024. La connexion entre le RIE et Internet est effectuée à travers la PFAI (Plateforme d'accès à Internet), hébergée sur quatre sites et assurant le cloisonnement du réseau interne avec l'extérieur. Ces points d'accès sont la cible de DDoS, tel que celui ayant perturbé la connexion à Internet durant le mouvement des Gilets jaunes.
Une cinquantaine de personnes assurent le fonctionnement du RIE en 2023, dont vingt-cinq sont destinées à la surveillance opérationnelle au sein du NOC et du SOC du réseau, à Rennes. 
Après avoir été composé uniquement d'équipements Cisco, une seconde dorsale intègre des routeurs Juniper. Une intégration du travail en mobilité (télétravail et déplacements sur le terrain) est prévue à plus long terme, avec des interconnexions avec le Réseau radio du futur.